# Deanna Rix
Deanna Rix-Bettermann (ur. 6 lipca 1987) – amerykańska zapaśniczka. Zajęła piąte miejsce w mistrzostwach świata w 2008 i 2009. Złota medalistka mistrzostw panamerykańskich w 2010. Druga w Pucharze Świata w 2010 i trzecia w 2009 roku. Zawodniczka Northern Michigan University. Od 2012 żona zapaśnika Joe Bettermana.